# Бонди (суспільний стан)
Бонди (в Скандинавії) — вільні селяни, які володіли одалем — успадкованою землею (норв. оđal — успадковане родове земельне володіння). В середньовічному суспільстві селяни-вікінги у порівнянні з європейським селянством володіли більшою кількістю прав і повноважень. Бонди мали право носити зброю, брати участь у засіданнях тингів, а у випадку, якщо стосовно їх учинявся злочин, могли розраховувати на судовий захист. Саме з бонда, самодостатнього господаря, починався в тогочасній Скандинавії відлік повноправності. Невипадково звичаєве право у Швеції називалося «право бондів» (bonda lagh).

## Майновий склад бондів
Поняття «Бонди» не було соціально визначеним. Джерела — записи звичаєвого права і саги (поезія скальдів майже зовсім не містить відомостей з цього питання) — деякою мірою дають змогу окреслити різні соціальні типи, які охоплює термін «бонд» (bóndi, більш рання форма búandi, bóandi). Цей термін спершу означав домогосподаря; потім, коли виникла відмінність між жителями міста і сільської місцевості, він став застосовуватися до селян, на відміну від містян (boeiar menn). Однак в пам'ятках ХІІ-ХІІІ ст. бондом звичайно називається не кожний сільський житель, а тільки домогосподар, власник маєтку, голова сім'ї, на відміну від людини, позбавленої земельної власності або власного житла (emleypr madr). Поняття «бонд» передбачало вільну людину, яка веде самостійне господарство, і саме бонди складали основу норвезького суспільства в Х–ХІІІ ст. (як і у більш пізній період Середньовіччя).
Питання майнового становища бондів остаточно не вивчене. Серед них були і заможні, великі землевласники, і дрібні, збіднілі люди. Давні джерела звичаєвого права дають критерії для розуміння багатства і бідності в даному суспільстві. Наприклад, в Остланді власник господарства з чотирма і більше головами великої рогатої худоби вважався заможною людиною; в Південно-Західній Норвегії нижній поріг заможності господарства — 6 корів. Таким чином норма забезпеченості господарства визначалася кількістю великої рогатої худоби.
Другою важливою ознакою матеріального рівня в ту епоху була наявність допоміжної робочої сили. Із саг відомо, що у кожного самостійного бонда, за винятком очевидних бідняків, в господарстві були раби або слуги. Вони часто згадуються в норвезьких судебниках («Закони Гулатинга», «Закони Фростатинга») — про роботу бонда в полі разом із сином і рабами; часто згадуються особисто вільні робітники бондів, які стоять перед вибором: служити іншим чи жебракувати.
Селянин, який працював сам (einyrki, einvirki), вважався малопотужним господарем, який через це користувався певними пільгами при виконанні державних повинностей, наприклад, при комплектуванні екіпажу військового корабля. Такі господарі в Тронгеймі були звільнені (приблизно в ХІІ ст.) від необхідності з'являтися на Ейратинг — загальний тинг, де проголошували конунга Норвегії. У Вестланні einvirkiar повинні були відвідувати лише ті тинги, які збиралися з надважливих питань; на решту тингів вони могли не ходити. При цьому в судебнику роз'яснено, що einvirki вважається такий господар, якому в роботі допомагає той, хто не досяг 15-річного віку, чи то його син, чи син іншого чоловіка. Такі господарі не відносилися до повноцінних бондів, і в праві наводилося розмежування між fuller bonde і einvirki: на перших податки на користь церкви покладалися повністю, на других — в зменшеному розмірі.